# Раканти, Авраам
Авраам Шмуэль Раканти (1888, Салоники — 3 марта 1980, Израиль) — израильский политический и общественный деятель, депутат кнессета 1-го созыва от движения «Херут».

## Биография
Родился в 1888 году в Салониках (Османская империя, ныне Греция) в семье Шмуэля Раканти. Является потомком раввина Менахема Реканати. Учился в хедере, в средней школе Альянса и Талмуд-торе. В юности занялся общественной деятельностью, стал корреспондентом, являлся основателем и редактором издания на французском языке «Pro Israel»
В 1925 году стал участником ревизионистского движения и возглавил это движение в Греции, поддерживал общение с Владимиром Жаботинским. В 1925—1933 годах был заместителем мэра Салоник. Был членом движения «Мизрахи».
В 1934 году репатриировался в Подмандатную Палестину.
В 1949 году был избран депутатом кнессета 1-го созыва, был членом комиссии по экономике и первым председателем комиссии по услугам населению.
Скончался в 3 марта 1980 года.